# Gianico
(Gregorio Brunelli, Curiosi trattenimenti contenenti ragguagli sacri e profani dei popoli camuni, 1698)
Gianico (Janèc in dialetto camuno) è un comune italiano di 2 073 abitanti, della Val Camonica, provincia di Brescia in Lombardia.

## Geografia fisica

### Territorio
Gianico giace tra i paesi di Darfo, e la sua frazione Fucine, e Artogne. È delimitato naturalmente da due torrenti laterali il Re e la Valle Vedetta.
Il paesino di Gianico poggia su un fondo di origine alluvionale, i resti dell'erosione dei due torrenti principali della zona hanno favorito la formazione di un conoide essa è una struttura collinare che comprende anche i due abitati limitrofi di Fucine e Pellalepre.

## Origini del nome
Attestato nel XIII secolo come Ianicum, il toponimo deriverebbe dal latino dianicus, "verso levante".
Si favoleggiava un tempo che il nome potesse derivare dal dio latino Giano.

## Storia
Il territorio della bassa Val Camonica era infeudato nell'XII e XIII secolo dalla famiglia guelfa dei Brusati.
La prima notizia documentata sicura di Gianico risale al 1248 quando il comune di Brescia, di parte guelfa, acquista il possesso di queste terre sottratte ai Federici, ghibellini.
Gianico rimane collegato al comune di Darfo sebbene gli uomini della vicinia compaiano nell'elenco dei comuni ribelli al potere feudale del Vescovo di Brescia Tommaso Visconti nel 1389.
Già nel 1465 si parla di Gianico come parte della comunità di Darfo, dalla quale si separerà solo nel 1788, infeudata alla famiglia di Leonardo fu Obertino Federici di Gorzone.
Nel 1470 il paese è colpito da una grande alluvione con la scomparsa di più di cento abitanti.
Nel 1925 rimangono uccisi, in una rissa, due antifascisti.

### Feudatari locali
Famiglie che hanno ottenuto l'infeudazione vescovile dell'abitato:
| Famiglia                    | Stemma | Periodo           |
| Brusati                     |        | XII secolo - 1465 |
| Federici                    |        | 1465 - ?          |
| Cotta (Cotti Cometti, etc.) |        | 1400              |

Altre famiglie nobili: de Bordi, de Cochis e de Cottis. In alcuni atti notarili risulta che, già prima del 1400, alcune famiglie di Gianico, con investitura curiale, riscuotevano le decime in nome del vescovo di Brescia e a partire dal XV secolo vengono citati i nomi di Giovanni de Bordi, Galibus di Giovanni Cochis e i fratelli de Cottis (quest'ultimi appartenenti alla nobile famiglia comitale Cotta della Valcuvia e trasferitisi in Val Camonica durante la dominazione viscontea) [pubblicazioni degli storici Antonio Lanzetti e Mauro Fiora] da cui discendono le odierne famiglie dei Cotti Piccinelli, Cotti Cometti e Cotti Comettini. Tutti questi casati, compreso il grande clan feudale dei Federici, videro un forte ridimensionamento con l'occupazione del territorio da parte della Serenissima Repubblica di Venezia, la quale prese a contrastare il potere della nobiltà locale appoggiando le cosiddette vicinìe, costituite dalle famiglie autoctone del luogo, espressione del potere popolare.

### Simboli
Lo stemma e il gonfalone sono stati concessi con DPR dell'8 novembre 1977. 
(D.P.R. dell'8 novembre 1977)
Il gonfalone è un drappo partito di celeste e di rosso.

## Monumenti e luoghi d'interesse

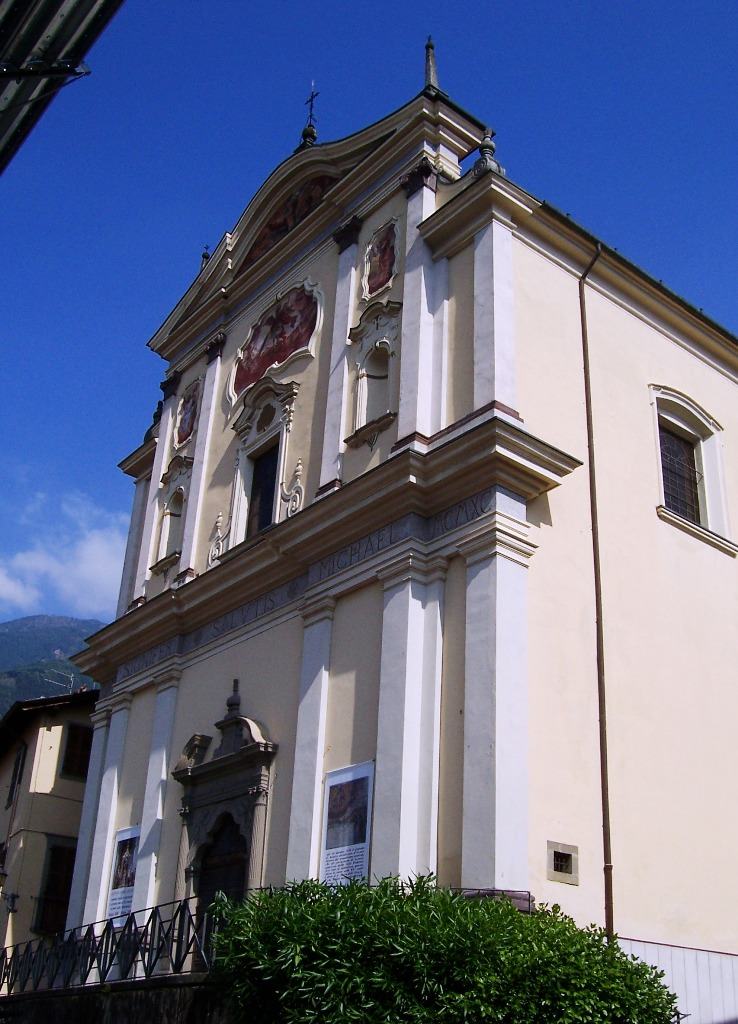
Chiesa di San Michele

### Architetture religiose
Le chiese di Gianico sono:
- Parrocchiale di San Michele Arcangelo, anticamente chiesa a pianta quadrata, fu abbattuta nel 1721 per fare posto all'attuale parrocchiale.
- Interno del Santuario della Madonna del Monte (Madonnina)

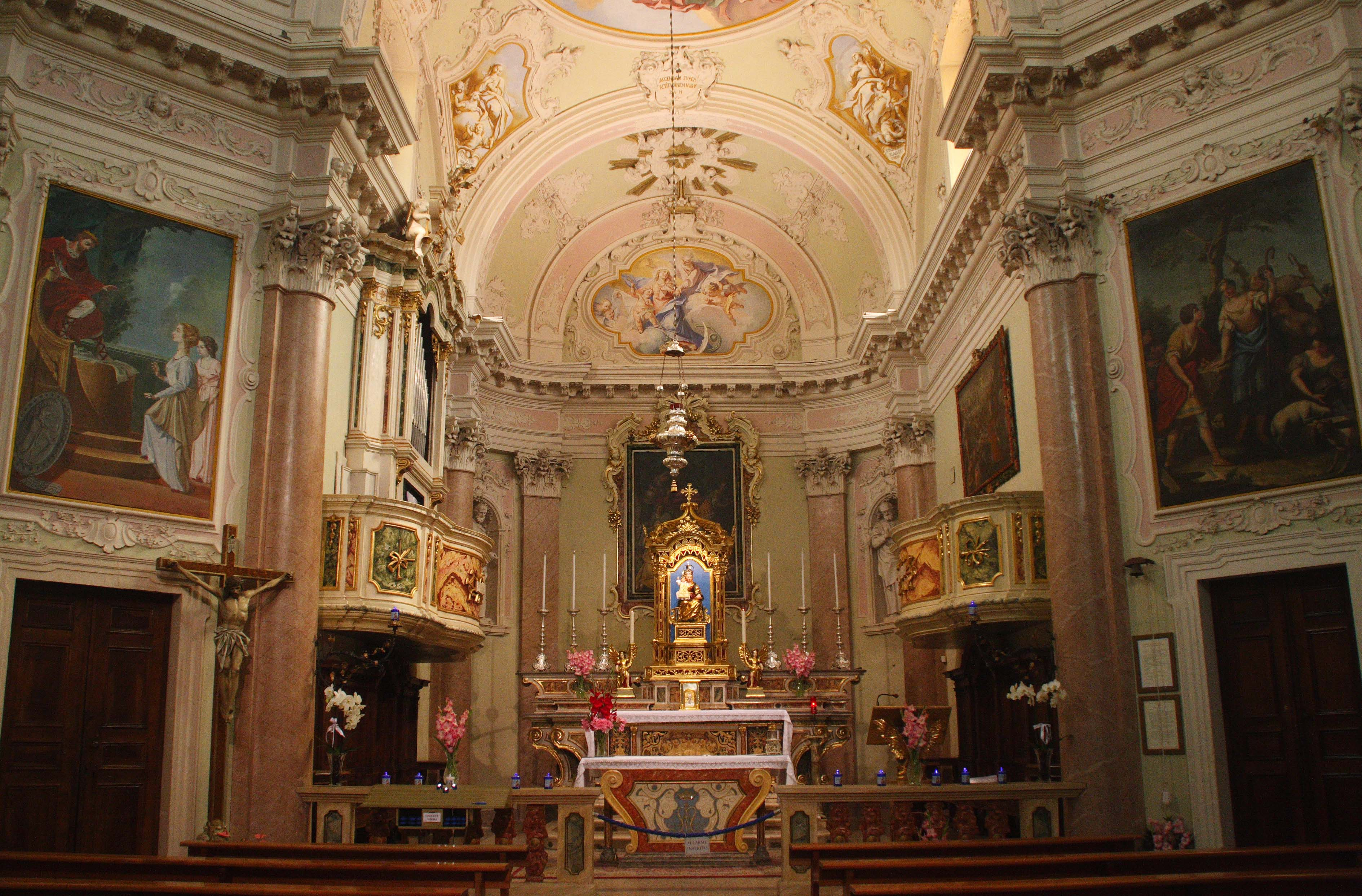
Interno del Santuario della Madonna del Monte (Madonnina)

Santuario della Madonnina del Monte (o della Natività), costruita in seguito a un ex voto fatto nel 1536 dalla popolazione, per scongiurare un'imminente alluvione; modificata radicalmente nel 1752 con una cupola centrale ed una facciata barocca. La decorazione a fresco con le Storie della Vergine è ascritta al pittore Carlo Innocenzo Carloni di Scaria. Nel suo Illustrazione della Valcamonica, don Bortolo Rizzi, a proposito del Santuario, scrive:
- Chiesetta di San Rocco situata in fondo al paese.

### Architetture civili
Nel XVII secolo la famiglia Fiorini edificò un grande palazzo signorile presso il vecchio centro storico, oggi conosciuto appunto come Palazzo Fiorini.

## Società

### Evoluzione demografica
Abitanti censiti

### Tradizioni e folclore
Gli scotöm sono nei dialetti camuni dei soprannomi o nomignoli, a volte personali, altre indicanti tratti caratteristici di una comunità. Quello che contraddistingue gli abitanti di Gianico è Gòs (gozzi), Dutùr (dottori) ma anche Smerda-santele.
- 7 settembre vigilia della natività di Maria. Venivano accesi falò in montagna sul sagrato del santuario della Madonna del Monte, cui seguiva l'accensione di altri fuochi nel territorio comunale.[16] Attualmente, il falò viene acceso solo sul sagrato del Santuario.
- Tra San Martino (11 novembre) e Natale. Ancora oggi permane l'usanza della distribuzione gratuita del sale da parte della Vicinia a ciascun capofuoco (famiglie residenti, Visì (antichi originari). La discendenza è rigorosamente patrilineare e chi si trasferisce perde il diritto a questo riconoscimento.[16]

## Cultura

### Ricorrenze
Nella seconda settimana di maggio (i giorni variano di anno in anno), ogni dieci anni, si svolge la cosiddetta Funsciù (in dialetto locale significa "Funzione religiosa"), nota soprattutto col nome più appropriato di "Decennale". Essa consiste in una grande festa a sfondo cattolico che ha la funzione di celebrare la Madonna del Monte (o Madonnina). Dall'omonimo santuario viene portata in processione tra le vie del centro storico del paese la statua della Madonna. Le case del luogo, poi, per mano degli abitanti vengono riempite di frasche d'alberi e di migliaia di fiori in carta per creare un'atmosfera assai più suggestiva.

## Amministrazione

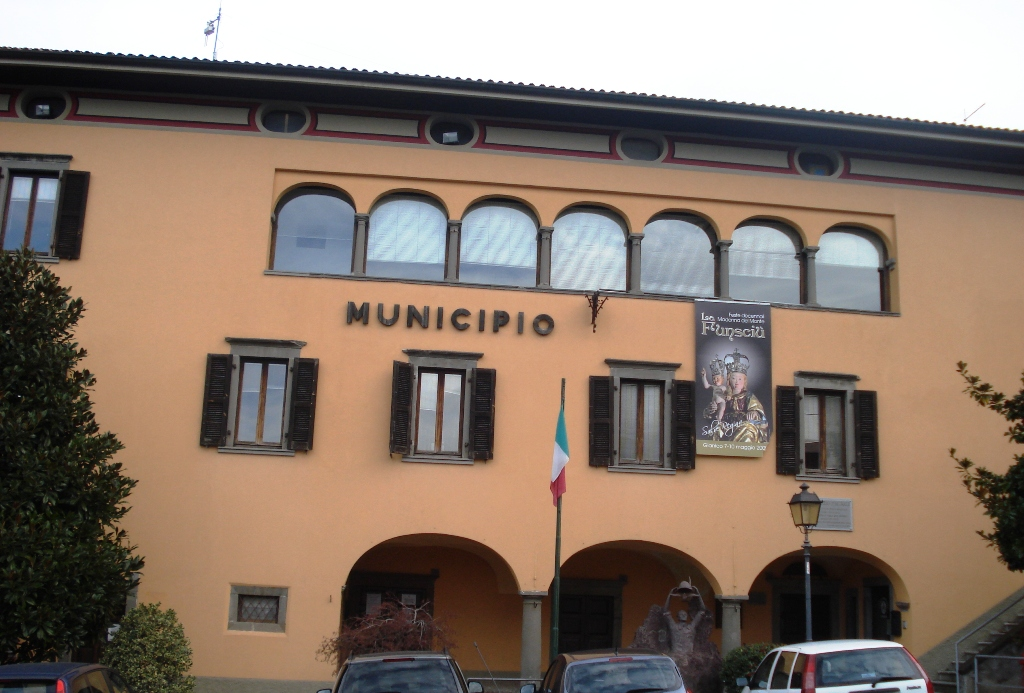
Il municipio

| Periodo        | Periodo        | Primo cittadino  | Partito      | Carica  | Note |
| -------------- | -------------- | ---------------- | ------------ | ------- | ---- |
| 24 aprile 1995 | 14 giugno 2004 | Ezio Comella     | lista civica | Sindaco |      |
| 14 giugno 2004 | 26 maggio 2014 | Mario Pendoli    | lista civica | Sindaco |      |
| 26 maggio 2014 | 27 maggio 2019 | Emilio Antonioli | lista civica | Sindaco |      |
| 27 maggio 2019 | in carica      | Mirco Pendoli    | lista civica | Sindaco |      |

## Galleria d'immagini

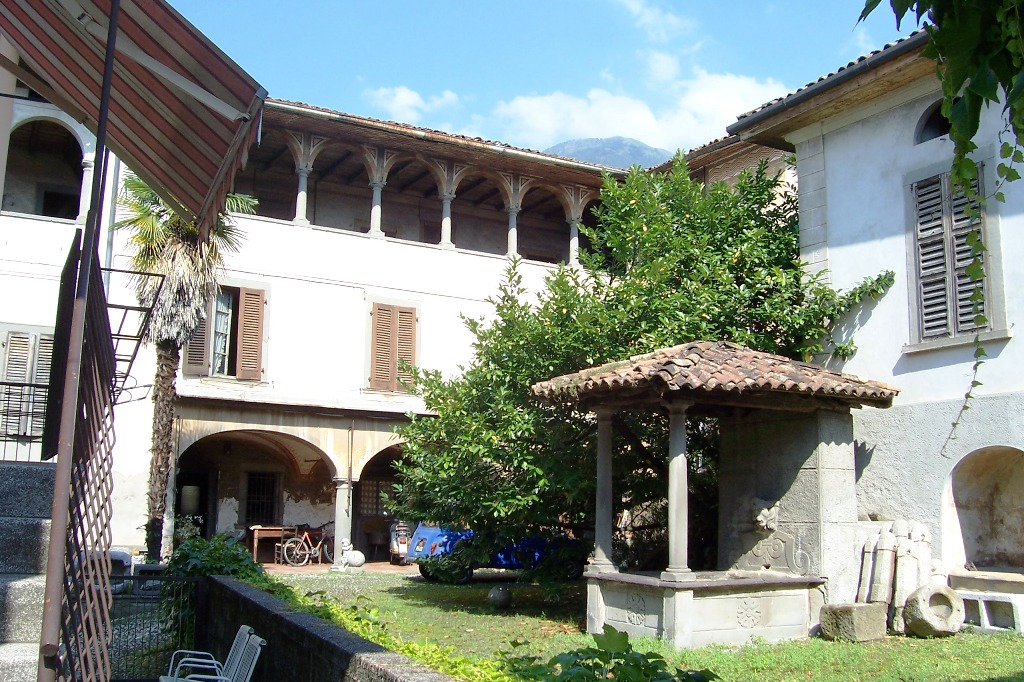
Interno di Palazzo Fiorini
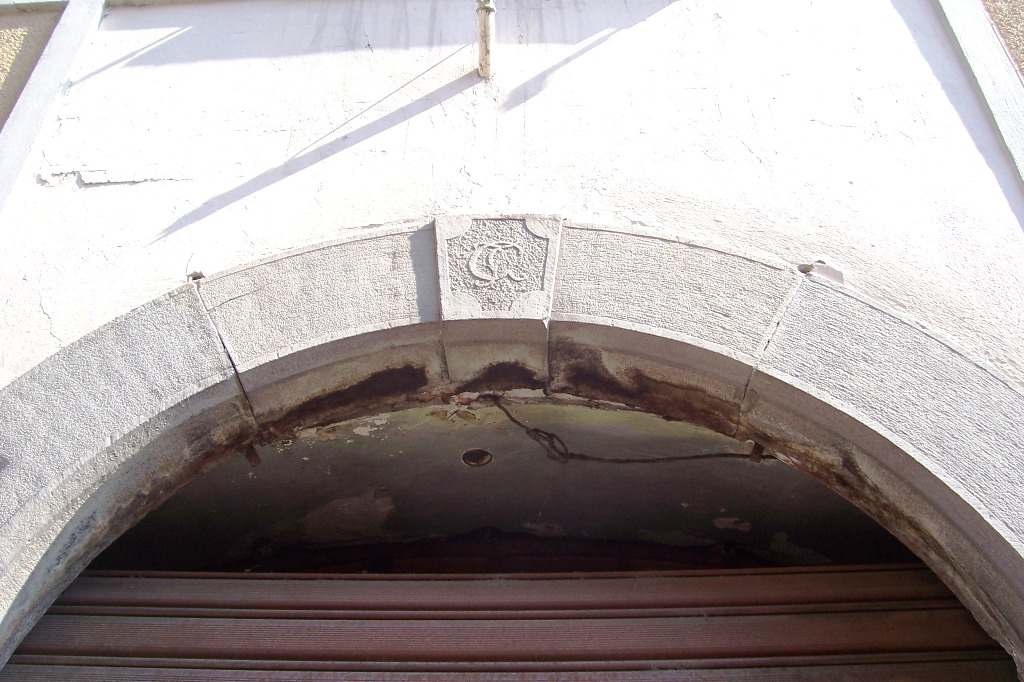
Portale
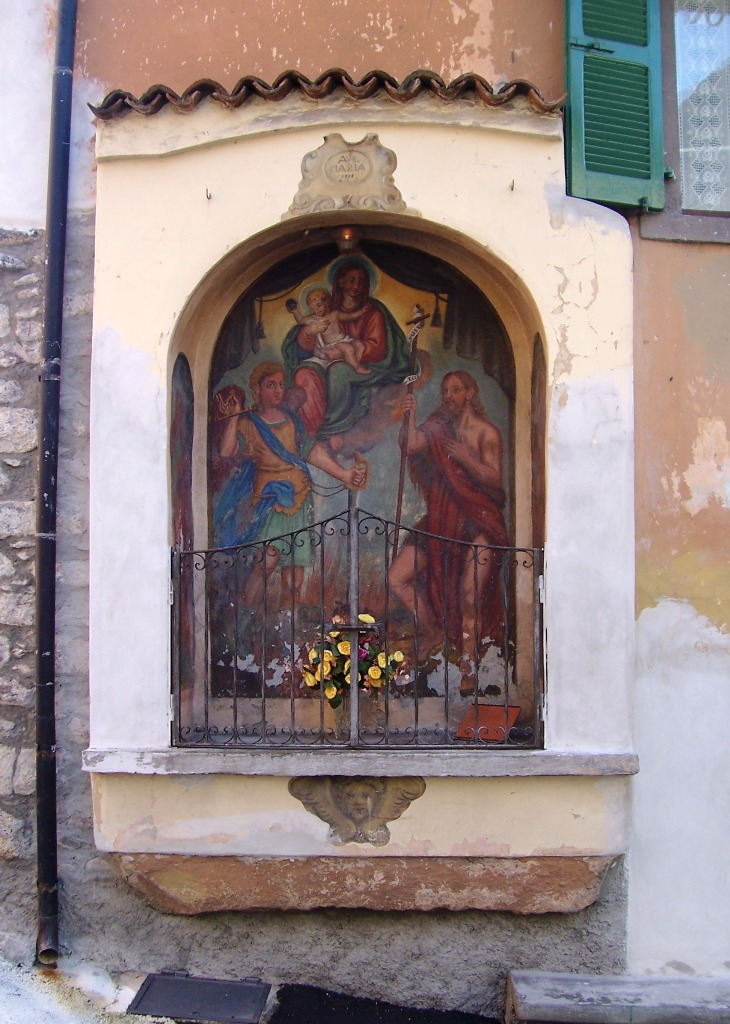
Santella
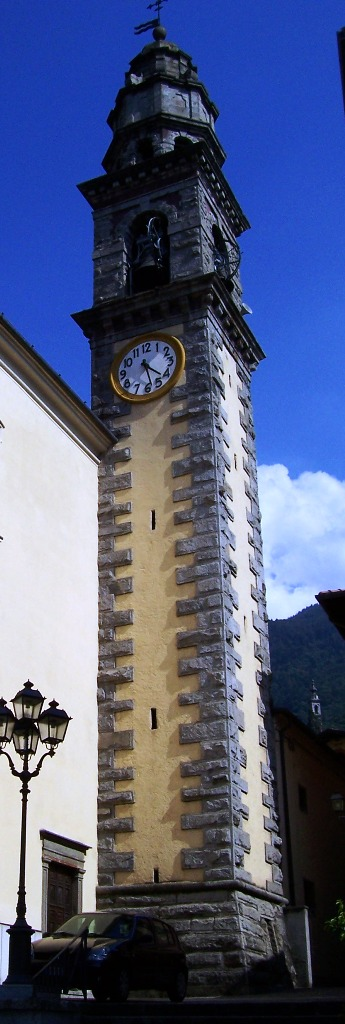
Campanile della Parrocchiale